# King of the Fall Tour
Il King of the Fall Tour è stato il primo tour musicale del cantante canadese The Weeknd, a supporto del primo album in studio Kiss Land (2013).

## Scaletta
1. Enemy
2. What You Need
3. Professional
4. Adaptation
5. Love in the Sky
6. Gone
7. Crew Love
8. The Birds, Pt. 1
9. Belong to the World
10. Wanderlust
11. King of the Fall
12. Drunk in Love (cover di Beyoncé)
13. The Morning
14. Remember You
15. The Zone
16. High for This
17. The Party & the After Party
18. Loft Music
19. The Knowing
20. Twenty Eight
21. House of Balloons / Glass Table Girls
22. Wicked Games
23. Or Nah
24. Often

## Date del tour
| Data              | Città         | Stato        | Luogo                        | Artisti d'apertura     | Biglietti venduti / Biglietti disponibili | Incasso      |
| Nord America      | Nord America  | Nord America | Nord America                 | Nord America           | Nord America                              | Nord America |
| ----------------- | ------------- | ------------ | ---------------------------- | ---------------------- | ----------------------------------------- | ------------ |
| 19 settembre 2014 | New York      | Stati Uniti  | Barclays Center              | Schoolboy Q Jhené Aiko | 13.763 / 13.763                           | $784.339     |
| 21 settembre 2014 | Toronto       | Canada       | Molson Canadian Amphitheatre | Schoolboy Q Jhené Aiko | 15.500 / 15.816                           | $631.568     |
| 9 ottobre 2014    | Los Angeles   | Stati Uniti  | Hollywood Bowl               | Schoolboy Q Jhené Aiko | 16.989 / 16.989                           | $992.004     |
| 10 ottobre 2014   | San Francisco | Stati Uniti  | Bill Graham Civic Auditorium | Schoolboy Q Jhené Aiko | 17.276 / 17.276                           | $855.778     |
| 11 ottobre 2014   | San Francisco | Stati Uniti  | Bill Graham Civic Auditorium | Schoolboy Q Jhené Aiko | 17.276 / 17.276                           | $855.778     |
| Totale            | Totale        | Totale       | Totale                       | Totale                 | 63.528 / 63.884                           | $3.263.689   |